# Ormanico
Ormanico (Romanìch in dialetto primierotto), o più correttamente Romanìco è una località del comune di Primiero San Martino di Castrozza.
Ormanico si trova alle falde del monte Sanguarna all'inizio della val della Valluneda, e fino alla fine del 2015 era compreso nel territorio del comune di Transacqua, poi confluito in Primiero San Martino di Castrozza.
Ogni estate, a Ormanico, viene organizzata una rievocazione storica chiamata Mes-ceri e laori de 'na olta (mestieri e lavori d'un tempo in dialetto primierotto). Qui viene mostrato come friggere la Tosèla (un tipo di formaggio fresco tipico della valle del Primiero), produrre el botìro (burro), cucinare le frittelle, cuocere la polenta e lavorare le mocole (pannocchie) e le scàndole (tegole in legno).